# ميا كيرشنر

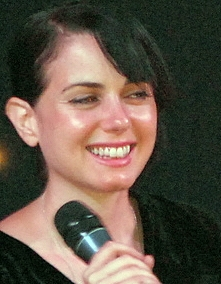
ميا كيرشنر

ميا كيرشنر (25 يناير 1975) ممثلة كندية تعمل في مجالي السينما والتلفزيون ولعل البرنامج الدرامي «الكلمة التي تبدأ بالحرف ل» أضفى بريقا لشهرتها حيث لعبت دور المثلية «جيني شيكتر» في هذا المسلسل والذي تدور أحداثة حول مجموعة من المثليات اللواتي يعشن مع بعضهم البعض في غرب مدينة هوليوود.

## بداية حياتها
ولدت في مدينة تورانتو في اونتاريو الكندية لـ «ايتي»، معلمة اللغة الإنجليزية و «شيلتون كريشنر» الصحفي في جريدة «أخبار الكندي اليهودي». التقى أبويها في إسرائيل وتزوجا وأنجبا «ميا» التي ترعرعت وعاشت بداية حياتها في الطبقة المتوسطة ثم أكملت تعليمها الجامعي في جامعة «ماجيل» في مدينة مونتريال الكندية.

## روابط خارجية
- ميا كيرشنر على موقع IMDb (الإنجليزية)
- ميا كيرشنر على موقع ألو سيني (الفرنسية)
- ميا كيرشنر على موقع تيرنر كلاسيك موفيز (الإنجليزية)
- ميا كيرشنر على موقع أول موفي (الإنجليزية)
- ميا كيرشنر على موقع قاعدة بيانات الأفلام السويدية (السويدية)
- ميا كيرشنر على موقع إن إن دي بي (الإنجليزية)
- ميا كيرشنر على موقع قاعدة بيانات الفيلم (الإنجليزية)
- ميا كيرشنر على موقع كينوبويسك (الروسية)